# Eudòxia Comnena
|  | Per a altres significats, vegeu «Eudòxia Comnena (desambiguació)». |

Eudòxia Comnena (en grec: Ευδοκία Κομνηνή, Evdokia Komniní) (1150/1152-1203), noble romana d'Orient. Fou mare de Maria de Montpeller i, doncs, àvia de Jaume I el Conqueridor.

## Orígens familiars
Filla d'Isaac Comnè i de la segona muller d'aquest, Irene Diplosinadena (o Irene Sinadena). Era, per tant, neboda de l'emperador Manuel I Comnè.

## Matrimoni i descendents
1 ∞ 1179, Guilhèm VIII de Montpeller.
1. Maria de Montpeller

## Biografia
Eudòxia Comnena va ser enviada a Provença l'any 1174 pel seu oncle l'emperador Manuel I Comnè, per tal de casar-la amb Ramon Berenguer IV de Provença o, segons Jaume I al Llibre dels Feits amb el seu germà gran, el Comte de Barcelona Alfons II d'Aragó. Aquesta segona versió, admesa durant segles, queda desmentida en els Annals de la República de Pisa i avui és desestimada gairebé unànimement. En tot cas, el matrimoni es concertà a iniciativa del rei català, amb intervenció diplomàtica de Pisa, en la seva política de consolidar els drets del casal de Barcelona sobre la Provença, aprofitant la feblesa de l'emperador Frederic I Barba-rossa que estava greument enfrontat amb el Papa i amb Constantinoble.
Tanmateix, arribat el moment, la reconciliació entre l'emperador i el Papa havien convertit el projecte matrimonial en un gest de rebel·lia massa arriscat i el compromís es va trencar. D'altra banda, mentrestant el rei s'havia casat amb Sança de Castella i de Polònia i aquest és el motiu que explica el trencament segons Jaume I. Davant d'aquesta situació, l'acabaren casant l'any 1179 amb en Guillem VIII de Montpeller, l'aliat més fidel del Casal de Barcelona a Occitània. Els romans d'Orient només acceptaren aquest casament menor amb la condició, jurada per tots els ciutadans de Montpeller, que el primer fill que tingués la parella, ja fos mascle o femella, succeiria a Guillem VIII de Montpeller en la senyoria de Montpeller. D'aquesta manera, l'any 1181/1182, nasqué Maria de Montpeller.
El 1187, Guillem VIII de Montpeller, que volia un hereu mascle, va repudiar la princesa romana d'Orient amb una falsa acusació d'adulteri i es va casar amb Agnès de Manzanedo. Eudòxia va ser enviada al Monestir d'Aniana, des d'on va lluitar per preservar els drets de la seva filla sobre Montpeller, cosa que aconseguí el 1202 quan el papa Innocenci III va declarar irrevocablement nuls el repudi i el segon matrimoni de Guillem VIII. Va morir el 1203, probablement encara a Aniana.

## Eudòxia Comnena en la cultura trobadoresca
El trobador Pèire Vidal va dir d'ella que el rei Alfons II d'Aragó s'havia estimat més una pobra castellana, Sança de Castella i de Polònia, al «camell daurat» enviat per l'emperador romà d'Orient Manuel I Comnè.
Els trobadors Folquet de Marsella i Guiraut de Bornelh la titularen emperadriu (en occità: emperairitz) i digueren que era la filla de l'emperador d'Orient; aquest fet ha portat autors moderns a errar en els seus orígens familiars. Altres trobadors com Guilhèm de Puèglaurenç la identificaren correctament com a neboda de l'emperador Manuel I Comnè.